# Гратс (Кентаки)
Гратс (енгл. Gratz) град је у америчкој савезној држави Кентаки.

## Демографија
По попису из 2010. године број становника је 78, што је 11 (-12,4%) становника мање него 2000. године.
| Група             | 2000.      | 2010.      |
| Белци             | 84 (94,4%) | 71 (91,0%) |
| Афроамериканци    | 0 (0,0%)   | 0 (0,0%)   |
| Азијати           | 0 (0,0%)   | 0 (0,0%)   |
| Хиспаноамериканци | 5 (5,6%)   | 7 (9,0%)   |
| Укупно            | 89         | 78         |